# Anthrology: No Hit Wonders (1985–1991)
Anthrology: No Hit Wonders (1985-1991) – składanka utworów amerykańskiego zespołu thrashmetalowego Anthrax, wydana w 2005 roku.
Płyta obejmuje zremasterowane utwory z okresu działalności w zespole Joeya Belladonny od płyt Spreading the Disease przez Persistence of Time do Attack of the Killer B's. Płyta została oddzielnie wydana na CD (pod nazwą "Anthrology: No Hit Wonders (1985-1991)") i DVD (pod nazwą "Anthrology: No Hit Wonders (1985-1991): The Videos").
Wydana została jednocześnie z płytą koncertową Alive 2.

## Utwory na CD

### Płyta 1
1. "A.I.R." – 5:45
2. "Lone Justice" – 4:36
3. "Madhouse" – 4:17
4. "The Enemy" – 5:24
5. "Armed and Dangerous" – 5:43
6. "Medusa" – 4:44
7. "Gung-Ho" – 4:37
8. "Among the Living" – 5:15
9. "Caught in a Mosh" – 4:58
10. "I Am the Law" – 5:53
11. "Efilnikufesin (N.F.L.)" – 4:54
12. "A Skeleton in the Closet" – 5:30
13. "Indians" – 5:40
14. "Sabbath Bloody Sabbath" – 5:33 (Black Sabbath Cover) – po utworze zespół gra początek "Sweet Leaf" Black Sabbath, cover znany z płyty I’m the Man
15. "I’m the Man" – 3:02

- utwory 1-7 z Spreading the Disease LP.
- utwory 8-13 z Among the Living LP.
- utwory 14 i 15 z I’m the Man EP.

### Płyta 2
1. "Be All, End All" – 6:23
2. "Make Me Laugh" – 5:41
3. "Antisocial" – 4:26 (Trust cover)
4. "Who Cares Wins" – 7:38
5. "Now It's Dark" – 5:36
6. "Finale" – 5:51
7. "Time" – 6:52
8. "Keep it in The Family" – 7:08
9. "In My World" – 6:26
10. "Intro to Reality" – 3:24
11. "Belly of the Beast" – 4:47
12. "Got the Time" – 2:44 (Joe Jackson Cover)
13. "Discharge" – 4:12
14. "Bring Tha Noize" – 3:31 (Featuring Public Enemy)
15. "Antisocial (wersja francuska)" – 4:26

- utwory 1-6 z State of Euphoria LP.
- utwory 7-13 z Persistence of Time LP.
- utwór 14 z Attack of the Killer B's LP.
- utwór 15 z Penikufesin EP.

## Skład zespołu
- Joey Belladonna – śpiew
- Scott Ian – gitara elektryczna
- Dan Spitz – gitara elektryczna
- Frank Bello – gitara basowa
- Charlie Benante – perkusja